# Zhangzhuangzhai
Zhangzhuangzhai (kinesiska: 张庄寨) är en köping i östra Kina. Den ligger i Xiao härad i staden Suzhou i provinsen Anhui, omkring 260 kilometer norr om provinshuvudstaden Hefei. Antalet invånare är 64537. Befolkningen består av 31 976 kvinnor och 32 561 män. Barn under 15 år utgör 22,0 %, vuxna 15-64 år 64 %, och äldre över 65 år 13,0 %.